# Hanover County
Hanover County ist ein County im Bundesstaat Virginia der Vereinigten Staaten. Bei der Volkszählung im Jahr 2020 hatte das County 109.979 Einwohner und eine Bevölkerungsdichte von 90 Einwohnern pro Quadratkilometer. Der Verwaltungssitz (County Seat) ist Hanover. 

## Geographie
Hanover County liegt im mittleren Nordosten von Virginia und hat eine Fläche von 1228 Quadratkilometern, wovon vier Quadratkilometer Wasserfläche sind. Es grenzt im Uhrzeigersinn an folgende Countys: Caroline County, King William County, New Kent County, Henrico County, Goochland County, Louisa County und Spotsylvania County.

## Geschichte
Gebildet wurde es am 26. November 1720 aus Teilen des New Kent County. Benannt wurde es nach dem britischen König George I. aus dem Hause Hannover. Im Amerikanischen Bürgerkrieg war das County Schauplatz mehrerer Schlachten, wie der Schlacht von Cold Harbor vom 31. Mai bis 12. Juni 1864 und der Sieben-Tage-Schlacht vom 25. Juni bis 1. Juli 1862.

## Demografische Daten

Alterspyramide des Hanover County

Nach der Volkszählung im Jahr 2000 lebten im Hanover County 86.320 Menschen. Davon wohnten 2.123 Personen in Sammelunterkünften, die anderen Einwohner lebten in 31.121 Haushalten und 24.461 Familien. Die Bevölkerungsdichte betrug 71 Einwohner pro Quadratkilometer. Ethnisch betrachtet setzte sich die Bevölkerung zusammen aus 88,32 Prozent Weißen, 9,34 Prozent Afroamerikanern, 0,33 Prozent amerikanischen Ureinwohnern, 0,79 Prozent Asiaten, 0,01 Prozent Bewohnern aus dem pazifischen Inselraum und 0,37 Prozent aus anderen ethnischen Gruppen; 0,83 Prozent stammten von zwei oder mehr ethnischen Gruppen ab. 0,98 Prozent der Bevölkerung waren spanischer oder lateinamerikanischer Abstammung.
Von den 31.121 Haushalten hatten 39,5 Prozent Kinder und Jugendliche unter 18 Jahre, die bei ihnen lebten. 66,4 Prozent waren verheiratete, zusammenlebende Paare, 9,3 Prozent waren allein erziehende Mütter, 21,4 Prozent waren keine Familien, 17,7 Prozent waren Singlehaushalte und in 6,8 Prozent lebten Menschen im Alter von 65 Jahren oder darüber. Die Durchschnittshaushaltsgröße betrug 2,71 und die durchschnittliche Familiengröße lag bei 3,07 Personen.
Auf das gesamte County bezogen setzte sich die Bevölkerung zusammen aus 27,1 Prozent Einwohnern unter 18 Jahren, 6,9 Prozent zwischen 18 und 24 Jahren, 30,7 Prozent zwischen 25 und 44 Jahren, 24,8 Prozent zwischen 45 und 64 Jahren und 10,6 Prozent waren 65 Jahre alt oder darüber. Das Durchschnittsalter betrug 37 Jahre. Auf 100 weibliche Personen kamen 96,9 männliche Personen. Auf 100 Frauen im Alter von 18 Jahren oder darüber kamen statistisch 92,8 Männer.

Das jährliche Durchschnittseinkommen eines Haushalts betrug 59.223 USD, das Durchschnittseinkommen der Familien betrug 65.809 USD. Männer hatten ein Durchschnittseinkommen von 42.523 USD, Frauen 30.689 USD. Das Prokopfeinkommen betrug 25.120 USD. 2,5 Prozent der Familien und 3,6 Prozent der Bevölkerung lebten unterhalb der Armutsgrenze. Darunter waren 3,9 Prozent der Kinder und Jugendlichen unter 18 Jahren und 5,8 Prozent der Einwohner ab 65 Jahren.